# Оберто Доріа
Оберто Доріа або д'Оріа (італ. Oberto Doria о D'Oria; помер у 1306 р.) — політичний і військовий діяч Генуезької республіки з впливової аристократичної родини Доріа. Був адміралом генезького флоту і керував республікою на посаді капітано-дель-пополо.

## Біографія
Оберто Доріа народився в Генуї перед 1230 роком і був старшим із чотирьох синів в родині П'єтро Доріа та Мабілії Касіччі. Належав до впливової аристократичної родини Доріа та був братом Ламби Доріа, генуезького адмірала, який переміг венеційців у битві при Курцолі, та хроніста Якопо Доріа.

### Початок комерційної та політичної кар'єри
Родина Доріа, одна з наймогутніших династій в історії Генуї, завжди була пов'язана з політичними подіями Генуезької республіки, однак батько Оберто, П'єтро, вирішив залишатися поза політикою. Це дозволило йому заснувати процвітаючу торгову компанію разом зі своїм партнером Понсіо Річчо. Свою юність Оберто провів як помічник в комерційних справах свого батька, а згодом став незалежним підприємцем. Збережені документи показують різноманітність його комерційної діяльності, починаючи з прибл. 1250 р., що простягається від Франції до Північної Африки, часто в тісному партнерстві з батьком і Річчо. У той же час він почав брати участь у політичному житті Генуї, займаючи винятково привілейовану позицію: не тільки його батько і дід Оберто були членами Великої ради, але й подеста Генуї (головний магістрат міста) в цей час розміщувався у палаці родини Доріа. Оберто фігурує як консиліатор (радник) Комуни під час укладення договору 22 березня 1252 року, в актах про відправку посла до Флоренції 15 липня 1254 року та в договорі з Санта-Ігія 17 листопада 1256. 

### Перше морське командування
Після поразки та захоплення в полон генуезької флотилії під командуванням Ланфранко Борбоніно в битві біля Трапані 23 червня 1266 року, Оберто прийняв своє перше військово-морське командування, прийнявши під свою команду флотилію з 25 кораблів. Це призначення, згідно з генуезькою середньовічною хронікою Анналі Дженовезі було зумовлене його популярністю серед торговельних класів, які мали підстави бути незадоволеними мізерними успіхами фракції гвельфів після скинення прогібелінівського капітано-дель-пополо Гульєльмо Бокканегра. Як зазначає історик Джованні Нуті, гілка родини Доріа, заснована дідом Оберто, була тісно пов'язана з комерційними інтересами самої Генуї, на відміну від інших традиційних дворянських сімей, які прагнули придбати володіння за межами самого міста, на узбережжі італійської рив'єри або островах Тірренського моря.
Скориставшись бездіяльним перебуванням переможного венеційського флоту у Венеції, Оберто на початку серпня відплив і рушив на схід. Після захоплення кількох венеційських торговельних суден десь у вересні його флот розграбував місто Канея на Криті (тоді венеційська колонія). На зворотному шляху його флот зустрів венеційський торговий конвой, який плив на схід в напрямку Модона під захистом тридцяти галер Марко Зенона. Чисельно менший і обтяжений захопленими в Канеї здобиччю та полоненими, генуезький флот Оберто уникнув бою та втік. Незважаючи на чисельну перевагу над своїм ворогом, Зенон був задоволений фактом відступу генуезців і не став їх переслідувати. Після розвантаження своєї здобичі в Мессіні, Оберто повернувся додому. Хоча головна морська мета — венеційський торговий конвой, уникла його, його пограбування Канеї підвищило моральний дух після послідовних поразок від венеційців.

### На чолі Генуезької республіки
28 жовтня 1270 року Доріа разом з Оберто Спінолою, членом іншої важливої генуезької родини, заснував серію урядів з двох осіб, очолюваних їхніми родинами, з диктаторськими повноваженнями як капітано-дель-пополо. Правив протягом 15 років під час того, що було названо золотим віком генуезців у Середньовіччі.
Його кроки були спрямовані на захист цілісності Генуезької республіки від зазіхань гвельфських генуезьких родин Фієскі, які хотіли створити особисту сеньйорію в Леванте-Лігуре, і Грімальді, які узурпували частину Поненте. Він особисто виступив проти Ніколо Фієскі в 1273 році, штурмуючи його столицю Ла-Спецію, в той час як його брат Якопо в той же час переможно воював проти Грімальді.
У той же час він вів розумну поведінку проти французького Карла Анжуйського, тодішнього короля Неаполя та Сицилії, а також могутнього феодала в північно-західній Італії та Провансі.

## Розгром Пізи в битві при Мелорії
Однак Оберто Доріа прославився як адмірал генуезького флоту в битві при Мелорії (6 серпня 1284 р.), в якій разом з Бенедетто Дзаккарія та Коррадо Спінола (син його співдиктатора Оберто Спіноли) він розгромив пізанців, тоді головного суперника Генуї в морській торгівлі в Середземномор'ї разом з Венецією. Ця перемога дозволила Генуї повернути Корсику та Сардинію, а Піза стала другорядним статусом у Середземному морі.
У 1285 році він добровільно відмовився від співдиктаторства, але зберіг свою роль у генуезькій політиці. 15 квітня 1288 року в його будинку було підписано мир з Пізою.
Оберто Доріа помер незадовго до 6 вересня 1306 р.